# Comuna Petrivka, Petropavlivka
Petrivka (în ucraineană Петрівка) este o comună în raionul Petropavlivka, regiunea Dnipropetrovsk, Ucraina, formată din satele Katerînivka, Malomîkolaiivka, Mariina Roșcea, Novoprîcepîlivka și Petrivka (reședința).

## Demografie
Componența lingvistică a satului Petrivka
     Ucraineană (92,11%)
     Rusă (7,89%)
Conform recensământului din 2001, majoritatea populației satului Petrivka era vorbitoare de ucraineană (92,11%), existând în minoritate și vorbitori de rusă (7,89%).